# 琥珀之路

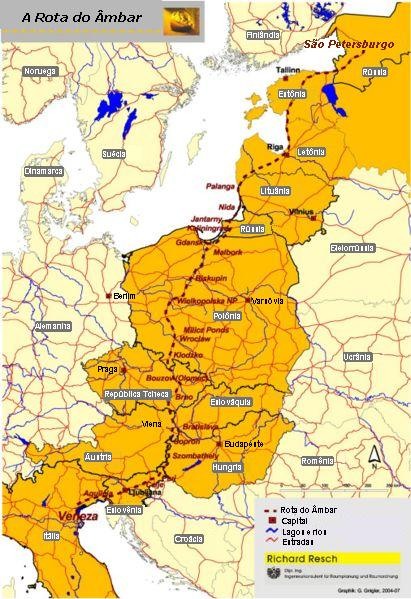
琥珀之路

琥珀之路（英語：Amber Road）是一条古代运输琥珀的贸易道路，这条水路和陆路结合而成的通商道路，从欧洲北部的北海和波罗的海通往欧洲南部的地中海，连结了欧洲的多个重要城市，维持了多个世纪。
在公元前后的很长一段时间，琥珀作为装饰品中的重要组成部分，被从北海和波罗的海海岸的产地，经由维斯瓦河和第聂伯河运输到意大利、希腊、黑海和埃及。琥珀之路连结了琥珀的产地和在欧洲、中东地区和远东地区的消费地，并经由另一条通商道路丝绸之路继续通往亚洲。

## 历史

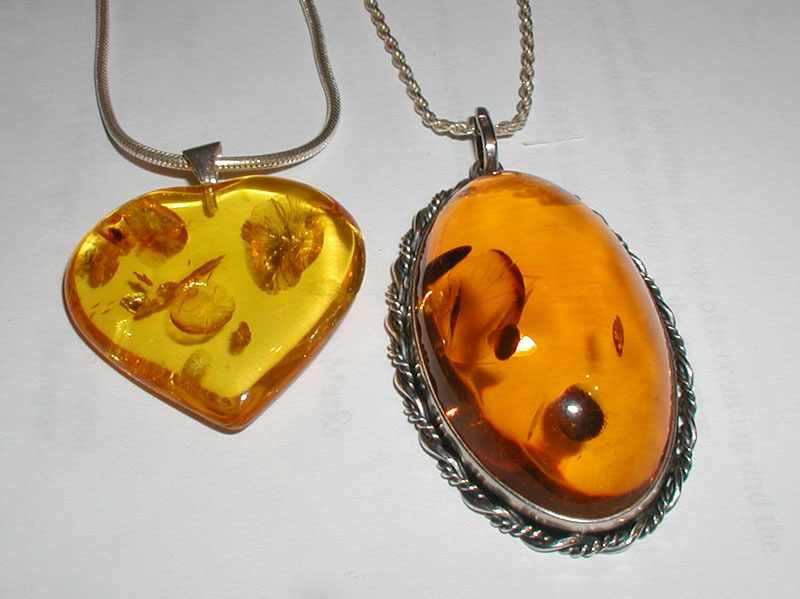
琥珀挂件

北欧是琥珀的发源地之一，波罗的海在四千万年前曾被茂盛的原始森林覆盖，树木产生的丰富的粘稠树脂在树木枯死后腐烂逐渐被掩埋，经过千万年的压力和热力影响，氧化变质形成了琥珀。后来北欧的大片森林变成了海洋，琥珀便被埋藏在了波罗的海海底，并在波涛的作用下被冲上海岸，最先被波罗的海沿岸的渔民发现，他们认为这些琥珀形成于海洋，称其为“海上的漂流物”（“琥珀”，英语：Amber，源自古阿拉伯语“海上的漂流物”）。在北欧的民间传说中，琥珀是海神女儿美人鱼叹息相恋的王子而留下的眼泪，安徒生童话的《美人鱼》中也记载了人鱼公主的这段故事。
由于琥珀有着太阳般的色泽，加上一层神话色彩，北欧人认为它能够驱除邪恶，把它制成护身符、扣子和挂珠等，此后琥珀逐渐在古埃及和古罗马也流行起来，成为贵族们的装饰品，根据老普林尼的记载，佩戴琥珀挂饰同时也具有甲状腺肿的防治功效。但是由于欧洲中部阿尔卑斯山的阻隔，北欧同地中海之间不通商路，无法大量运输琥珀。约公元前2000年开始，精明的地中海商人来到波罗的海地区购买琥珀，运回地中海向贵族们换取同等重量的黄金，从此开辟了“琥珀之路”，琥珀也被称为“北方黄金”。最早的琥珀之路从丹麦北部的日德兰半岛开始，向南贯穿欧洲大陆一直到达地中海。
罗马帝国时代，一条主要的通商道路从普鲁士的波罗的海海岸，向南经由波希米亚到达亚得里亚海。埃及法老图坦卡蒙在他的陪葬物中就使用了波罗的海的琥珀，琥珀也作为进贡品从北海运往位于德尔菲的阿波罗神庙，从黑海经由另一条通商道路丝绸之路继续通往亚洲。公元60年，古罗马皇帝尼禄派人考察琥珀的来源，这次航行在古代历史上具有非常重要的意义，它将北欧和地中海地区直接联系在了一起。
琥珀之路对于欧洲人的意义并不亚于丝绸之路之于中国人，由于琥珀之路的开通，促使欧洲大陆从北向南得以贯通，此后更向东发展连接了亚洲的波斯、印度和中国，增进了欧洲和亚洲的商贸往来。欧洲人向东方古国进献包括琥珀工艺品在内的各种“大自然的礼物”，换回了当时的“现代文明”。

## 琥珀之路的路线
琥珀商人带着他们昂贵的货物需要最安全的路线，由于战争和迁徙，这条线路曾多次变化，但河流始终是最天然和理想的选择，河边越来越多的驿站为琥珀商人提供了安全过夜场所。在欧洲有多条琥珀之路。
最短也是最古老的一条琥珀之路从波罗的海在爱沙尼亚的海岸线经由波兰、捷克的摩拉维亚，绕过阿尔卑斯山由下奥地利的摩拉瓦河到达奥地利，在维也纳东面约50公里处的卡农图姆（Carnuntum）跨过多瑙河，向南一直到达亚得里亚海海岸的阿奎萊亞。
德国有多条琥珀之路从北海、波罗的海出发，其中重要的一条路线是由汉堡到勃伦纳山口，继续向南到达意大利的布林迪西和希腊的安布拉基亚（Ambracia）。瑞士有多条阿尔卑斯山路，集中在首都伯尔尼周围，始于罗纳河和莱茵河的交汇处。
荷兰的琥珀之路从北海经由巴讷费尔德、阿姆斯福特等城市和莱茵河下游相连。比利时的琥珀之路从安特卫普和布鲁日向南由默兹河继续到达伯尔尼。
法国有三条琥珀之路分别从琥珀产地之一的卢瓦尔出发，穿越阿尔卑斯山通往瑞士和意大利。另一条从琥珀产地的法国波尔多出发通往西班牙，连结了西班牙北部比利牛斯山中的琥珀产地和地中海。